# 天穗之咲稻姬
《天穗之咲稻姬》為一款以種植稻米為成長基礎的ARPG遊戲。主要圍繞咲稻姬一行人在鬼島上退治鬼族的經歷。在2020年11月10日起，分別於Epic Games、Steam、任天堂Switch以及PS4平台上發售，提供日文、繁體中文、英語、韓文四種語言。2021年6月23日更新支援了简体中文。

## 故事背景
故事发生在以日本为原型的虚构国家“雅那特（ヤナト）”的天界。女主角佐久名比命是天界御柱都的一名丰穰神，继承了其同为丰穰神的母亲所遗留的大量稻米，仅靠进贡这些遗产维持住了自己神明的地位，每日过着好吃懒做的生活。然而有一天，几名凡人因凡间的战乱饥荒而偶然通过天浮桥来到天界，打破了佐久名平静的生活。佐久名在追赶这些凡人的过程中不慎摧毁了储藏贡品的仓库，被主神神灵树尊降罪，与那几名肇事的凡人一同被贬往天界的“日之惠岛”（ヒノエ島，俗称“鬼岛”），并被要求查清岛上鬼族肆虐的原因。为了完成敕命，同时也为了自身及同伴的温饱，佐久名不得不亲自劳作、狩猎，渐渐体会到身为丰穰神的职责，同时也在岛上了解了父母的往事。

## 玩法
遊戲系統主要分為戰鬥時的橫向卷軸動作、以及村莊中3D操作的農耕生活模擬兩大部分。
与其他许多角色扮演类游戏不同的是，主角自身的等级与能力的成长只能通过种植稻米、而不能通过攻击敌人获取“经验值”来实现，因此種植稻米為遊戲的核心要素。通过年复一年的种植，主角不仅能提升能力，还能收获食材并以此与天界进行交易。而種植過程的还原度非常高，松土、育苗、插秧、收成、脫穀、碾米等步驟皆展示在遊戲中。种植过程中更有完整的灌溉、施肥、除草、病虫害等系统，增加遊戲的難度和真實性。
游戏中的动作部分主要用来提升探索度以推进主线剧情，也提供了大量狩猎场所和部分肥料来源。主角的武器主要为各式农具、渔具、以及继承自母亲的伸缩自如的羽衣。随着主角成长而解锁的各种“武技”及“羽衣技”为方便而华丽的战斗提供了可能，其中“武技”可以通过获取经验值来提升等级。每天主角有一次进食晚饭的机会，进食后时间会自动推进至傍晚，并视乎不同的食物获得一定时间内的能力加成，方便次日的战斗。游戏前期，晚饭时触发的“聊天”事件也有补全游戏世界观的作用。
游戏中也有相对完整的时间系统。一年内有四季之分，唯每季只显示三天。现实中的一分钟对应游戏中的一小时。四季的更迭与昼夜的更替除了影响种植水稻的周期，也会影响一部分场景内采集物品的种类与敌人的强度。

## 登場人物
佐久名（配音：大空直美）
遊戲的主角。丰穰神。是武神「武火」與豐穰神「豐花」的女兒，司掌作物豐收。继承了其母的身份与稻米之外，也遗传了其父的武神血脉，战斗力高，但性格懒惰且浮躁。虽然外形如少女般矮小，但至少已到了可以饮酒的年龄，也会因饮酒过度而误事。
魂爺（配音：鳴海崇志）
主角的跟班兼导师。外形为长着祥云图案的小型球状独角兽，其角不知为何断裂。本体是佐久名随身佩带的断剑。
（配音：衣川里佳）
御柱都的发明神，被主角佐久名视为知己。擅长制作自动化机械与人偶。与坐吃山空的佐久名不同，时刻为了维持自己的地位而努力。佐久名遭流放后坦言除了感到寂寞，也莫名地感到轻松。
神靈樹尊（配音：小日向みわ）
雅那特神族的主神，為創造出世界的創世樹化身。
田右衛門（配音：矢野龍太）
人類武士，正式名稱為「桂右衛門尉瑞月朝臣高盛（かつらうえもんのじょうみづきのあそんたかもり）」。身材高大肥胖，食量惊人，虽配有名刀但武艺稀松，重视礼仪修养却行为笨拙，是导致佐久名被流放的凡人之一。游戏中主要负责为玩家提供种植的知识。
米魯緹（配音：久保田光）
修女，来自虚构的西方国家“本塔尼亚”，是虚构宗教「佛羅摩斯教（フォロモス教）」的傳教集團成員之一，為了傳教而來到雅那特。个性温柔善良，讨厌争斗，信仰虔诚，但缺乏雅那特当地的生活常识（曾当着身为雅那特神的佐久名的面传教）。是导致佐久名被流放的凡人之一。游戏中主要負責料理主角們的伙食。
着急时会说出荷兰语，因此可推测“本塔尼亚”的原型为荷兰。
金太（配音：前田聰馬）
孤兒出身的人類少年，说话带有地方口音。个性尖酸刻薄，经常和佐久名斗嘴。是导致佐久名被流放的凡人之一。在苇隐的指导下学习锻造技术，负责製作佐久名用的農具與武器。
結（配音：古賀葵）
个性柔弱的少女，操与金太相似的地方口音。十分依恋金太，但对同行的饲丸常常不耐烦。是导致佐久名被流放的凡人之一。擅长女红，负责制作佐久名所穿的狩猎服及斗笠。
身上似乎隐藏着秘密。
飼丸
穿着绿色肚兜的幼儿。虽不能说话，却意外地能和动物交流。是导致佐久名被流放的凡人之一。游戏中随着主线剧情的推进，会为主角带来各种家禽牲畜。
不知为何能够与结正常交流。
葦隐（配音：各務立基）
鬼岛的原住民，外形为齐人高、直立行走的水獭。身手敏捷，善使暗器。曾受佐久名父母照顾，为报恩帮助主角一行人。
石丸（配音：龜山雄慈）
人类山贼，因故追杀田右卫门一行人，是导致他们逃往天界并闯祸的罪魁祸首。因触怒了佐久名，被她一脚踢下天浮桥。

## 开发历程
| 汇总媒体   | 得分                              |
| ---------- | --------------------------------- |
| Metacritic | NS: 80/100 PS4: 77/100 PC: 82/100 |

| 媒体                    | 得分   |
| ----------------------- | ------ |
| Destructoid             | 7/10   |
| Game Informer           | 7.5/10 |
| HardcoreGamer           | 4/5    |
| Nintendo Life           | 7/10   |
| 英国PlayStation官方杂志 | 8/10   |
| Push Square             | 7/10   |
| RPGFan                  | 85/100 |
| Fami通                  | 33/40  |

2015年12月31日举办的C89上，Edelweiss发布了标题为“天穂のサクナ（仮）”的体验版作品，是为本作的前身。正式作品公开于2017年E3。最初仅计划发行PS4和PC版本，随后追加了Switch版本的开发计划。2019年E3的任天堂树屋直播公开了本作的实机演示。2020年7月20日的任天堂直播会正式公布了本作的发售日。
本作被fami通定义为“独立游戏”，其开发团队Edelweiss是一个仅有两位核心成员的民间团体，所采用的引擎“诸神黄昏”也由日本同人社团souvenir自行开发。

## 评价与销量
游戏收获了预期之外的评价与销量。截至2021年1月，本作的全球累計出貨量超過了85萬套。
到6月4日则突破100万套。

## 獲獎
| 年份 | 獎項         | 類別           | 結果 | 來源   |
| ---- | ------------ | -------------- | ---- | ------ |
| 2021 | 日本游戏大奖 | 优秀奖         | 獲獎 | [ 18 ] |
| 2022 | CEDEC大奖    | 游戏设计部门奖 | 獲獎 | [ 19 ] |

## 趣闻
- 本作种植部分的复杂设计导致了一部分玩家求助于现实中的农业从业者、甚至農林水產省的宣传资料寻求攻略，引发玩家间的讨论[20]。其後於2024年6月28日，在電視動畫即將播出之前，農林水產省公佈將與《天穗之咲稻姬》推出一系列合作活動。[21]
- 本作发售之初存在一个漏洞：将食物堆肥后废弃肥料，食物的保质期会重置。许多玩家利用这一漏洞长期保存食物[22]。该漏洞于2021年6月23更新的补丁中修复。

## 電視動畫
改編電視動畫於2024年7月至9月播放。

### 製作人員
- 原作：Edelweiss
- 導演：吉原正行
- 劇本統籌、劇本：花田十輝
- 人物原案：村山龍大
- 音樂：藤澤慶昌
- 動畫製作：P.A. Works

### 主題曲
片頭曲
演唱：生物股長，作詞、作曲：水野良樹，編曲：江口亮
片尾曲ORIGAMI
演唱：Little Glee Monster，作詞、作曲、編曲：中村泰輔
第3話未使用
插入曲雅那特插秧歌（第3、12話）
演唱：佐久名公主（大空直美）、田右衛門（矢野龍太）、米魯緹（久保田光）、金太（前田聰馬）、結（古賀葵）、飼丸（桃河里香），作曲：大名啟之
插入曲雅那特插秧歌・巫 -神薙-（第13話）
演唱：朝倉さや

### 各話列表
| 話數     | 日文標題 | 中文標題     | 分鏡                             | 演出                                        | 作畫監督 | 總作畫監督 | 首播日期      |
| -------- | -------- | ------------ | -------------------------------- | ------------------------------------------- | --- | ---------- | ------------- |
| 第一話   |          | 天界的咲稻姬 | 藤井康雄                         | 藤井康雄                                    | 水野紗世、宮崎司、三宮哲太、森島範子 | 水野紗世   | 2024年 7月6日 |
| 第二話   |          |              | 阿部百合子、 許琮                | 阿部百合子、 藤井康雄                       | 杉光登、宮崎司、三宮哲太、森島范子、田邊、 田之上慎、Song Hyun-joo、Han Eun-mi、 Park Young-hee、Choi Eun-young、Kim Ran-young                                                                              | 水野紗世   | 7月13日       |
| 第三話   |          |              | 藤井康雄                         | 中野友貴                                    | 栗原裕明、日下部智津子 | 不適用     | 7月20日       |
| 第四話   |          |              | 橘正紀                           | 吉田俊司                                    | Jumondou Seoul、Jumondou Wuxi、天野和子、 小島明日香 | 水野紗世   | 7月27日       |
| 第五话   |          | 金太的報恩   | 許琮、 川面恆介                  | 加藤顯                                      | 田邊、田之上慎、Amphibi、Jed Panulin、 TangJunYue、WeiLiJuan、LiXinYuan、日影工房、 三宮哲太 | 水野紗世   | 8月3日        |
| 第六话   |          |              | 藍崎灯、 川面恒介                | 高橋正典                                    | 宮崎司、三宮哲太、吉田肇、范冬冬、孫繼偉、魏旭龍、 Song Hyoon-ju、Park Yeong-hee、Choi Eun-yeong、 Ham eun-mi、Lee Seung-hee、Kim Ran-yeong、 Seo Sun-yeong、RadPlus                                        | 水野紗世   | 8月10日       |
| 第七话   |          |              | 許琮、 藤井康雄                  | 李起燮                                      | Jumondou Seoul、Jumondou Wuxi、三宮哲太 | 水野紗世   | 8月17日       |
| 第八话   |          |              | 鬼頭和矢                         | 鬼頭和矢                                    | 長濱睦輝、江原小百合、薩摩夢、北島勇樹、三宮哲太 | 水野紗世   | 8月24日       |
| 第九话   |          |              | 川面恒介                         | 山下知晃                                    | 川面恒介 | 水野紗世   | 8月31日       |
| 第十话   |          |              | 坂田純一                         | 栗山美秀                                    | Jeong Jin-yeong、Shin Seung-sook、Choi Eun-yeong、 Han eun-mi、Lee Seung-hee、Mubon Hyeong-jun、 Sun-yeong、Lee Jae-han、Hong Da-yeong、 Fan Dongdong、Sun Jiwei、Wei Xu Long                               | 水野紗世   | 9月7日        |
| 第十一话 |          |              | 許琮                             | 藤井康雄                                    | 杉光登、宮崎司、三宮哲太、 吉田肇、田之上慎、田邊、 StudioBus、光之園動畫、 WUXIHUAXIAN ANIMETION PRODUCTION                                                                                                | 水野紗世   | 9月14日       |
| 第十二话 |          | 星魂劍       | 藤井康雄、 阿部百合子            | 阿部百合子                                  | Kim Ran-yeong、Shin Seung-sook、 Song Hyoon-ju、Park Yeong-hee、 Lee Seung-hee、Bae Je-eun、 Seo Sun-yeong、Hong Da-yeong、 范冬冬、孫繼偉、魏旭龍、 Paul Stiffman、Madeline、Jomz、 Romulo、STUDIO MASSKET | 水野紗世   | 9月21日       |
| 第十三话 |          | 天穗之咲稻姬 | 吉原正行、 藤井康雄、 阿部百合子 | 吉原正行、 藤井康雄、 阿部百合子、 高橋正典 | 水野紗世、天野和子、宮崎司、Madeline、 Yue、Fan Dongdong、Sun Jiwei、Wei Xu Long | 水野紗世   | 9月28日       |

### BD
| 卷數 | 發行日期       | 收錄話數       | 規格編號  |
| ---- | -------------- | -------------- | --------- |
| 上   | 2024年10月16日 | 第1話 - 第6話  | TBR34211D |
| 下   | 2024年12月18日 | 第7話 - 第13話 | TBR34212D |

## 外部連結
- 官方网站 （日語）
- 電視動畫官方網站（日語）